# Jours-en-Vaux
Jours-en-Vaux är en kommun i departementet Côte-d'Or i regionen Bourgogne-Franche-Comté i östra Frankrike. Kommunen ligger i kantonen Nolay som tillhör arrondissementet Beaune. År 2018 hade Jours-en-Vaux 96 invånare.

## Befolkningsutveckling
Antalet invånare i kommunen Jours-en-Vaux
Referens:INSEE